# West Mercer, Bắc Dakota
West Mercer là một lãnh thổ chưa tổ chức thuộc quận Mercer, tiểu bang Bắc Dakota, Hoa Kỳ. Năm 2010, dân số của nơi này là 782 người.